# Matriarch (film)
Matriarch è un film del 2022 diretto da Ben Steiner.

## Trama
Dopo aver avuto un'overdose che rischiava di uccidere, Laura torna nella sua casa d'infanzia per affrontare i suoi demoni quando ne scoprirà uno vero.

## Distribuzione
Il film è stato distribuito sulla piattaforma Disney+ dal 5 novembre 2022.